# Karl August von Linsingen
Karl August von Linsingen (* 3. August 1803 in Gestorf; † 30. Dezember 1899 in Göttingen) war ein hannoverscher Verwaltungsbeamter und Berghauptmann in Clausthal.

## Leben
Karl August von Linsingen war Sohn des hannoverschen Generals der Kavallerie und Generaladjudanten Ernst von Linsingen und seiner Ehefrau Emilie von Jeinsen. Linsingen studierte ab 1822 bis 1825 Rechtswissenschaften an der Universität Göttingen und wurde dort Mitglied des Corps Hannovera. Nach dem Studium trat er in den Staatsdienst des Königreichs Hannover ein und wurde als Beamter in Nienburg, Gifhorn und Grohnde eingesetzt. 1840 wurde er Kammerrat in Hannover und 1845 Erster Beamter in Burgdorf. Ab 1859 war Karl von Linsingen Berghauptmann der Berghauptmannschaft Clausthal, die nach der Annexion Hannovers durch Preußen 1866 zunächst als preußischer Regierungsbezirk Clausthal fortgeführt wurde und 1868 in der Landdrostei Hildesheim, dem späteren Regierungsbezirk Hildesheim aufging. In seiner Amtszeit wurde der von seinem Vorgänger, dem Berghauptmann Gerlach von dem Knesebeck, begonnene Ernst-August-Stollen fertiggestellt und die Bergschule 1864 zur Bergakademie Clausthal aufgewertet. Er war Mitglied des Hannoverschen Staatsrates. Linsingen trat 1867 in den Ruhestand.
Karl von Linsingen war in erster Ehe seit 1833 verheiratet mit Bertha Wilhelmine von Gruben und hatte mit ihr drei Söhne, darunter Ernst Otto von Linsingen (1834–1920), später Bürgermeister aus Uelzen und Abgeordneter im Provinziallandtag. 1841 heiratete er in zweiter Ehe Mathilde von Schwarzkopf, mit der er eine Tochter hatte.